# Chileogovea
Chileogovea is een geslacht van hooiwagens uit de familie Pettalidae.
De wetenschappelijke naam Chileogovea is voor het eerst geldig gepubliceerd door Roewer in 1961. 

## Soorten
Chileogovea omvat de volgende 2 soorten:
- Chileogovea jocasta
- Chileogovea oedipus